# 金沢村 (長野県)
金沢村（かなざわむら）は長野県諏訪郡にあった村。現在の茅野市大字金沢にあたる。

## 地理
- 河川：宮川[2]

## 歴史

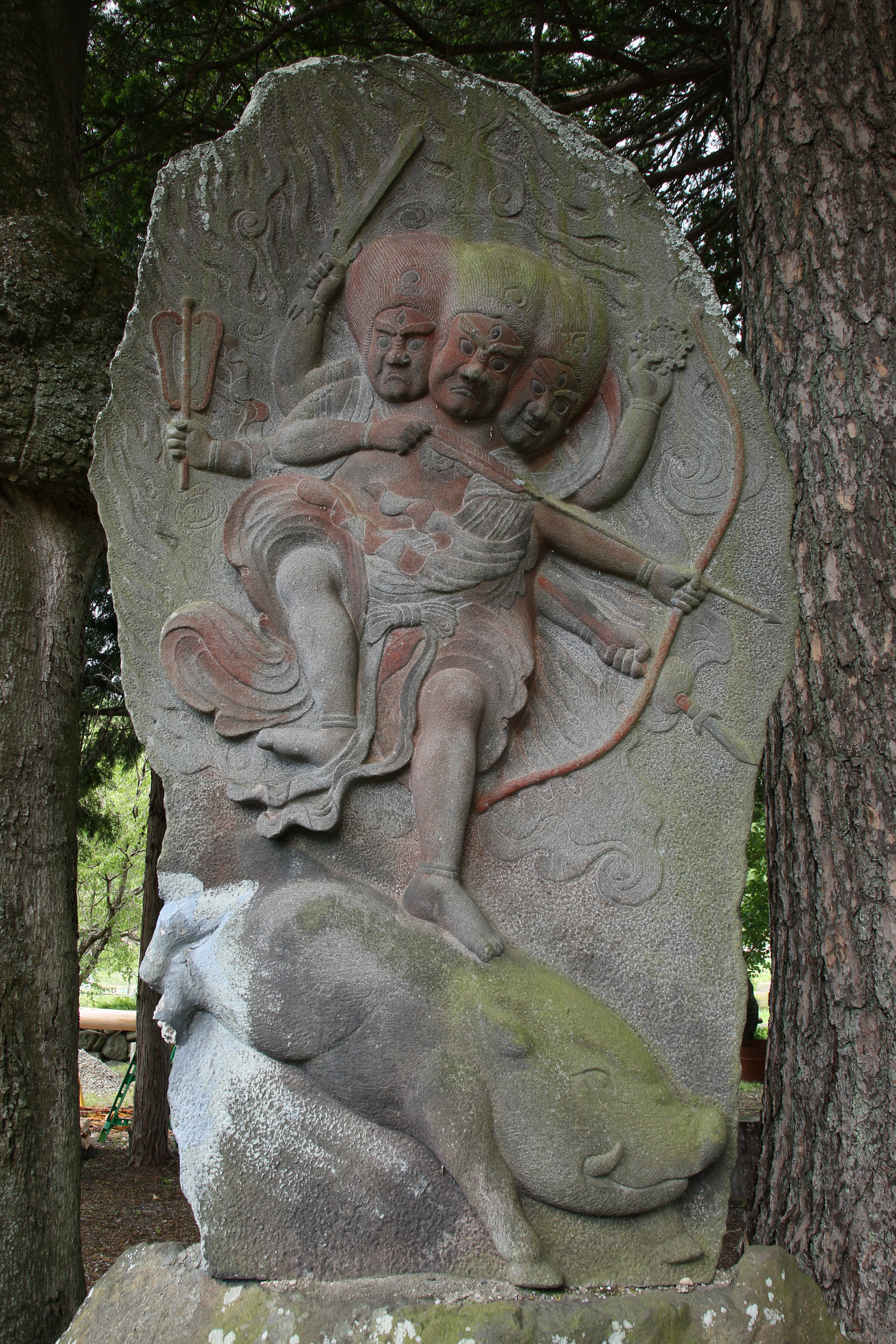
権現の森・(金山権現・青柳宿跡)（茅野市指定文化財）摩利支天

- 1874年（明治7年）11月7日 - 筑摩県第十五大区第三小区に属する金沢村・木舟新田村・大池新田村・大沢新田村・川久保新田村・青柳新田村が合併して金沢村となる。
- 1876年（明治9年）8月21日 - 筑摩県廃止にともない、長野県南第十五大区第三小区となる。
- 1879年（明治11年）1月4日 - 郡区町村編制法の施行により長野県諏訪郡となる。
- 1879年（明治11年）6月30日 - 大小区廃止にともない、宮川村との連合戸長役場（宮川村金沢村戸長役場）を宮川村中河原に置く。
- 1889年（明治22年）4月1日 - 町村制施行に基づき、金沢村役場が発足。
- 1955年（昭和30年）2月1日 - ちの町・宮川村・玉川村・豊平村・泉野村・北山村・湖東村・米沢村と合併して茅野町が発足。同日金沢村廃止。

## 有名な出身者
- 小松三郎左衛門
- 丸山千里
- 小林平三-三平ストア創業者

## 交通

### 鉄道路線
- 日本国有鉄道
  - 中央本線
    - 青柳駅

### 道路
- 国道20号

現在は旧村域を中央自動車道が通過するが、当時は未開通。